# Consejería de Inclusión Social, Juventud, Familias e Igualdad de la Junta de Andalucía
La Consejería de Inclusión Social, Juventud, Familias e Igualdad es el departamento de la Junta de Andalucía encargado de las competencias autonómicas en materia de políticas sociales, servicios sociales, tercera edad, personas en situación de dependencia, participación ciudadana y voluntariado, políticas migratorias, juventud, infancia, conciliación, familia, igualdad y violencia de género.
Recibe este nombre desde el 8 de agosto de 2022; entre el 25 de julio, inicio de la XII legislatura (2022-2026), hasta la citada fecha, se denominó Consejería de Integración Social, Juventud, Familias e Igualdad.
La titular de la consejería y máxima responsable es Loles López Gabarro, y tiene su sede en la avenida de Hytasa, 14, de la ciudad de Sevilla. 

## Historia
La Consejería de Integración Social, Juventud, Familias e Igualdad fue creada el 26 de julio de 2022, día de entrada en vigor mediante publicación en el BOJA del Decreto del Presidente 10/2022, de 25 de julio, sobre reestructuración de Consejerías. y por Decreto del Presidente 16/2022, de 3 de noviembre, estableciendo en el artículo 11 del primero que 

"Corresponden a la Consejería de Inclusión Social, Juventud, Familias e Igualdad las competencias actualmente asignadas a la Consejería de Igualdad, Políticas Sociales y Conciliación, salvo las que se asignan en este decreto a la Consejería de la Presidencia, Interior, Diálogo Social y Simplificación Administrativa en materia de gestión de las ayudas y coordinación de la cooperación internacional para el desarrollo, las relacionadas con el cumplimiento de los Objetivos de Desarrollo Sostenible (ODS) y la Agenda 2030. Asimismo, se le adscriben las competencias en materia de juventud que actualmente venía ejerciendo la Consejería de Empleo, Formación y Trabajo Autónomo, las competencias en materia de familias actualmente adscritas a la Consejería de Salud y Familias. Igualmente, le corresponden la coordinación de las políticas migratorias y las competencias relativas a los centros residenciales de personas mayores".
Decreto del Presidente 10/2022, de 25 de julio, sobre reestructuración de Consejerías

Como se observa en la cita anterior, el 8 de agosto modificó su denominación para titularse definitivamente Consejería de Inclusión Social, Juventud, Familias e Igualdad. No obstante, el nombre de la Consejería fue modificado en varias ocasiones desde su presentación hasta su aprobación inicial.
En la presentación del nuevo Consejo de Gobierno, que tuvo lugar el 25 de julio a partir de las 12:30, el ya Presidente anunció la Consejería de Integración Social, Juventud e Igualdad de Oportunidades. 
Ante la pregunta de Daniel Cela, periodista de eldiario.es, sobre la desaparición de "Familias" de la Consejería de Salud y Consumo, Moreno respondió que "esas políticas de familia van a ser incorporadas precisamente a la Consejería que lleva Loles López". Apenas dos horas más tarde, desde su cuenta de Twitter, el presidente Moreno añadió "Familias" a la consejería del "nuevo Gobierno andaluz": poco después de las 15:00 se denominaba Consejería de Integración Social, Juventud, Familias e Igualdad de Oportunidades. Dicha información quedó también recogida en nota de prensa publicada en el portal de la Junta.
Poco después durante la misma presentación, a la pregunta de Silvia Moreno, periodista de El Mundo, sobre la aparente ausencia de una consejería específica de Igualdad, Moreno Bonilla justificó que "igualdad de oportunidades es, evidentemente, un concepto amplio, pero que todo el mundo tiene muy referenciado a igualdad entre mujeres y hombres, con lo cual queda muy explícito. Es igualdad de oportunidades que afecta en todos los ámbitos, salarial, laboral, en todos los sentidos".
La izquierda parlamentaria se hizo eco de dicha ausencia: la diputada y portavoz de Adelante Andalucía, Teresa Rodríguez, manifestó de inmediato que "la Consejería de Igualdad desaparece para pasar a ser un departamento dentro de la Consejería de integración, juventud e igualdad de oportunidades"; poco después, su homóloga de Por Andalucía, Inmaculada Nieto, denunció que "Juanma Moreno elimina la consejería de Igualdad en Andalucía" y, ya por la tarde, el candidato a la Presidencia por el PSOE-A, Juan Espadas, juzgó que las políticas de igualdad estaban "especialmente desaparecidas" y cuestionó a Moreno si "la 'moderación' era borrar las políticas de igualdad".
En torno a las 22:30, tras las quejas recibidas por el nombre de la Consejería, la denominación fue modificada a la que quedó reflejada al día siguiente en el BOJA.
Difundido este cambio por el propio Cela, el aún director general de Personas con Discapacidad e Inclusión de la Consejería de Igualdad, Políticas Sociales y Conciliación -extinguida al día siguiente- Marcial Gómez Balsera, sugirió "otro [cambio], que sería agradecido por todas las personas con discapacidad de Andalucía y sus familias: “Inclusión social…”". Varios días más tarde y por Decreto del Presidente 13/2022, el nombre definitivo incluyó este último aspecto, quedando aprobado el de Consejería de Inclusión Social, Juventud, Familias e Igualdad.

## Estructura
De acuerdo con el Decreto 161/2022, de 9 de agosto, por el que se establece la estructura orgánica de la Consejería de Inclusión Social, Juventud, Familias e Igualdad, la Consejería, bajo la superior dirección de su titular, se estructura para el ejercicio de sus competencias en los siguientes órganos directivos centrales:  
- Viceconsejería. 
  - Secretaría General de Inclusión Social. 
    - Dirección General de Protección Social y Barriadas de Actuación Preferente.
    - Dirección General de Dependencia.
    - Dirección General de Personas con Discapacidad.
    - Dirección General de Políticas Migratorias.

  - Secretaría General de Familias, Igualdad, Violencia de Género y Diversidad. 
    - Dirección General de Personas Mayores, Participación Activa y Soledad no deseada.
    - Dirección General de Infancia, Adolescencia y Juventud.

  - Secretaría General Técnica.

### Entes adscritos a la Consejería
Quedan adscritos a la consejería:
- Instituto Andaluz de la Mujer (adscrito a través de la Secretaría General de Familias, Igualdad, Violencia de Género y Diversidad).
- Instituto Andaluz de la Juventud (adscrito a través de la Secretaría General de Familias, Igualdad, Violencia de Género y Diversidad).
- Empresa Pública Andaluza de Gestión de Instalaciones y Turismo Juvenil (Inturjoven, S.A.) (adscrita a través del Instituto Andaluz de la Juventud).
- Agencia de Servicios Sociales y Dependencia de Andalucía (adscrita a través de la Viceconsejería y también a la Consejería de Salud y Consumo).
- Fundación Pública Andaluza San Juan de Dios de Lucena y Fundaciones Fusionadas de Córdoba (adscrita a través de la Delegación Territorial de Córdoba de la Consejería).

La Agregación de Fundaciones de Sevilla, el Banco Agrícola de don José Torrico y López-Calero, la Fundación Pública Andaluza Juan Nepomuceno Rojas y el Hospital San Rafael estuvieron adscritos a la Consejería a través de la Delegación Territorial en Sevilla. No obstante, desde el 7 de septiembre de 2022 las dos primeras y desde el 13 de septiembre de 2022 las otras dos quedaron extinguidas, quedando cedido e integrado todo su activo y pasivo en la Administración de la Junta de Andalucía, que le sucederá universalmente en todos sus derechos y obligaciones, quedando subrogada automáticamente en todas las relaciones jurídicas que tuviera la fundación con sus acreedores a la fecha de adopción del acuerdo de extinción.